# Peratophyga aerata
Peratophyga aerata är en fjärilsart som beskrevs av Moore 1868. Peratophyga aerata ingår i släktet Peratophyga och familjen mätare. Inga underarter finns listade i Catalogue of Life.